# Tom Cavanagh (hockey sur glace)
Vous lisez un « bon article » labellisé en 2012.
Pour l’article homonyme, voir Tom Cavanagh.
Pour les articles homonymes, voir Cavanagh.
Tom Cavanagh (né le 24 mars 1982 à Warwick aux États-Unis - mort le 6 janvier 2011 à Providence) est un joueur professionnel américain de hockey sur glace. Il évolue au poste de centre en jouant principalement dans la Ligue américaine de hockey (LAH). Choisi lors du repêchage d'entrée dans la Ligue nationale de hockey (LNH) de 2001 par les Sharks de San José, il intègre  alors l'université Harvard puis rejoint en 2005 les Barons de Cleveland, équipe affiliée à San José dans la LAH.
Il joue ensuite avec les Sharks de Worcester avant de disputer une rencontre dans la LNH au cours de la saison 2007-2008. Il joue également une vingtaine de matchs dans la LNH avec San José la saison suivante mais passe le plus clair de son temps dans la LAH. Opéré du poignet et du genou au cours de l'été 2009, il connaît une fin de carrière dans la LAH en jouant peu avant d'être retrouvé mort à Providence le 6 janvier 2011.

## Biographie

### Ses débuts
Fils de Carol et Joseph, Tom Cavanagh naît le 24 mars 1982 à Warwick, ville du Rhode Island ; il fait ses débuts au hockey sur glace en jouant avec l'équipe des Titans de Toll Gate dans le championnat High School de l'État et est alors le troisième fils de la famille à rejoindre l'école.  Par la suite, la famille Cavanagh s'agrandit avec l'arrivée de  deux autres garçons, David et Jimmy, et d'une fille, Mary. Tom passe trois saisons avec l'équipe de Toll Gate et lors de sa dernière année, en 1999-2000, il inscrit vingt-cinq buts et cinquante-quatre points. Il joue une nouvelle saison dans le championnat High School avec l'équipe de la Phillips Exeter Academy et reçoit le titre de Lloyd Bishop Hockey Trophy and MVP du meilleur joueur de l'équipe.
Il participe au repêchage d'entrée dans la Ligue nationale de hockey de 2001 et est sélectionné en 182e position par les Sharks de San José ; les autres joueurs repêchés par les Sharks sont alors Marcel Goc, Christian Ehrhoff, Dimitri Pätzold, Tomáš Plíhal et Ryane Clowe.
Après cette sélection, il suit les traces de son père et rejoint l'université Harvard avec laquelle il joue dans le championnat NCAA pour l'équipe Harvard Crimson. À l'issue de sa première saison, en 2001-2002, il reçoit le George Percy Award, trophée interne de l'équipe qui récompense la recrue avec le meilleur état d'esprit, alors que son équipe est sacrée championne de sa division, ECAC Hockey. Il dispute quatre saisons avec l'équipe dont la dernière en tant que capitaine. Avec le Crimson, il remporte une nouvelle fois le championnat de l'ECAC Hockey en 2003-2004 et perd en finale l'année suivante. À la fin de cette dernière saison, il est nommé dans la deuxième équipe d'étoiles de l'ECAC et reçoit le titre de l'attaquant ayant démontré les meilleures aptitudes défensives.
Il participe à toutes les rencontres de son équipe en quatre ans ; il dispute cent-trente-huit matchs consécutifs et devient ainsi le premier joueur de l'histoire de l'université à disputer tous les matchs de son équipe au cours de sa scolarité. Ces cent-trente-huit matchs font également de lui le joueur le plus capé de l'équipe.

### Sa carrière professionnelle
Tom Cavanagh commence sa carrière professionnelle en 2005 avec les Barons de Cleveland, club-école  des Sharks dans la Ligue américaine de hockey. À la fin de cette première première saison, il compte vingt-et-un points en soixante-deux matchs alors que son équipe n'est pas qualifiée pour les séries éliminatoires de la Coupe Calder.
Il continue la saison suivante dans la LAH avec les Sharks de Worcester, nouveau nom de l'équipe à la suite du déménagement de la franchise, et à la fin des soixante-quatorze matchs auxquels il prend part, il reçoit le trophée Sharks Unsung Hero Award de l'équipe en tant que joueur méritant mais oublié par les honneurs classiques de la LAH. Avec quarante-quatre points dont trente-deux passes décisives, il est le quatrième pointeur et le deuxième passeur de l'équipe. Les Sharks de la LAH se qualifient pour les séries mais sont éliminés dès le premier tour par les Monarchs de Manchester en six matchs.
Il fait ses débuts avec San José le 3 avril 2008. Après 36 secondes de jeu, il obtient une aide lorsque son coéquipier Joe Thornton marque contre les Kings de Los Angeles. Il devient ainsi le quatrième joueur recrue ayant marqué le plus rapidement un point dans la Ligue nationale de hockey et le plus rapide pour les Sharks. Il s'agit également de l'unique match qu'il dispute avec les Sharks lors de la saison. En contrepartie, il joue soixante-dix-sept rencontres avec Worcester et reçoit en fin de saison le titre de meilleur joueur de l'équipe alors qu'elle est une nouvelle fois éliminée de la course aux séries.
Au cours de la saison suivante, il joue dix-sept rencontres des Sharks en inscrivant un but et en réalisant une passe décisive mais passe le reste de la saison avec l'équipe des Sharks de Worcester. Cette-dernière est qualifiée pour les séries et passe le premier tour en battant le Wolf Pack de Hartford en six matchs. Cavanagh et ses coéquipiers sont éliminés au tour suivant en perdant également en six rencontres contre les Bruins de Providence.  Il devient agent libre le 1er juillet 2009 et met ainsi fin à une série de deux-cent-deux matchs avec les Sharks de Worcester pour cent-trente-huit points, deux records pour la franchise,. Il profite de l'inter-saison pour se faire opérer du poignet ; il est également opéré une quatrième fois de son genou et pense alors prendre sa retraite sous peu pour faire des études de droit. Finalement, il signe un contrat d'un an avec les Monarchs de Manchester pour la fin de la saison 2009-2010 dans la LAH. Mais après dix-sept rencontres, il connaît une nouvelle blessure, cette fois-ci à l'épaule. Il songe encore à mettre un terme à sa carrière avant de tenter un nouveau retour au jeu en faisant un essai avec les Falcons de Springfield ; il participe à deux matchs de pré-saison puis cinq rencontres de la saison 2010-2011 mais il se blesse une nouvelle fois à l'épaule. Il est finalement libéré de son contrat le 10 novembre.
Le 6 janvier 2011, Tom Cavanagh est retrouvé mort dans un parking à Providence ; la police déclare alors qu'il est mort à la suite de plusieurs blessures occasionnées après avoir sauté d'un étage supérieur du parking. Le lendemain, son père déclare qu'il « se battait contre les démons de la folie depuis plusieurs années »,.

## Statistiques
Cavanagh connaît sa meilleure saison professionnelle en 2007-2008 aussi bien au niveau du nombre de points que du nombre de buts et de passes décisives. Alors qu'il évolue dans la Ligue américaine de hockey avec les Sharks de Worcester, il inscrit cinquante-cinq points correspondant à dix-neuf buts et trente-six aides. Il ne joue que dix-huit matchs dans la Ligue nationale de hockey, y inscrivant seulement trois points. Avant sa carrière professionnelle, il joue dans la NCAA et ne manque pas un seul match de l'équipe de l'Université Harvard en quatre saisons,.
| Saison      | Équipe                  | Ligue            |     | Saison régulière | Saison régulière | Saison régulière | Saison régulière | Saison régulière |   | Séries éliminatoires | Séries éliminatoires | Séries éliminatoires | Séries éliminatoires | Séries éliminatoires |
| Saison      | Équipe                  | Ligue            | PJ  | B                | A                | Pts              | Pun              | PJ               | B | A                    | Pts                  | Pun                  |                      |                      |
| 1997-1998   | Toll Gate Titans        | HS Rhode Island  | 15  | 5                | 17               | 22               | 6                | -                | - | -                    | -                    | -                    |                      |                      |
| 1998-1999   | Toll Gate Titans        | HS Rhode Island  | 15  | 9                | 20               | 29               | 26               | -                | - | -                    | -                    | -                    |                      |                      |
| 1999-2000   | Toll Gate Titans        | HS Rhode Island  | 18  | 25               | 29               | 54               | 28               | -                | - | -                    | -                    | -                    |                      |                      |
| 2000-2001   | Phillips Exeter Academy | HS New Hampshire | 31  | 42               | 40               | 82               | 34               | -                | - | -                    | -                    | -                    |                      |                      |
| 2001-2002   | Crimson d'Harvard       | NCAA             | 34  | 8                | 17               | 25               | 4                | -                | - | -                    | -                    | -                    |                      |                      |
| 2002-2003   | Crimson d'Harvard       | NCAA             | 34  | 14               | 13               | 27               | 31               | -                | - | -                    | -                    | -                    |                      |                      |
| 2003-2004   | Crimson d'Harvard       | NCAA             | 36  | 16               | 20               | 36               | 26               | -                | - | -                    | -                    | -                    |                      |                      |
| 2004-2005   | Crimson d'Harvard       | NCAA             | 34  | 10               | 19               | 29               | 22               | -                | - | -                    | -                    | -                    |                      |                      |
| 2005-2006   | Barons de Cleveland     | LAH              | 62  | 10               | 11               | 21               | 36               | -                | - | -                    | -                    | -                    |                      |                      |
| 2006-2007   | Sharks de Worcester     | LAH              | 74  | 12               | 32               | 44               | 56               | 6                | 1 | 0                    | 1                    | 6                    |                      |                      |
| 2007-2008   | Sharks de Worcester     | LAH              | 77  | 19               | 36               | 55               | 55               | -                | - | -                    | -                    | -                    |                      |                      |
| 2007-2008   | Sharks de San José      | LNH              | 1   | 0                | 1                | 1                | 0                | -                | - | -                    | -                    | -                    |                      |                      |
| 2008-2009   | Sharks de Worcester     | LAH              | 51  | 15               | 24               | 39               | 37               | 12               | 3 | 2                    | 5                    | 8                    |                      |                      |
| 2008-2009   | Sharks de San José      | LNH              | 17  | 1                | 1                | 2                | 4                | -                | - | -                    | -                    | -                    |                      |                      |
| 2009-2010   | Monarchs de Manchester  | LAH              | 17  | 3                | 5                | 8                | 10               | -                | - | -                    | -                    | -                    |                      |                      |
| 2010-2011   | Falcons de Springfield  | LAH              | 5   | 0                | 1                | 1                | 4                | -                | - | -                    | -                    | -                    |                      |                      |
| Totaux LAH  | Totaux LAH              | Totaux LAH       | 286 | 59               | 109              | 168              | 198              | 18               | 4 | 2                    | 6                    | 14                   |                      |                      |
| Totaux LNH  | Totaux LNH              | Totaux LNH       | 18  | 1                | 2                | 3                | 4                | -                | - | -                    | -                    | -                    |                      |                      |
| Totaux NCAA | Totaux NCAA             | Totaux NCAA      | 138 | 48               | 69               | 117              | 83               | -                | - | -                    | -                    | -                    |                      |                      |

## Trophées et honneurs
- 2000-2001 : Lloyd Bishop Hockey Trophy and MVP du meilleur joueur du championnat High-School du New Hampshire
- Juin 2001 : 182e choix du repêchage de la LNH par les Sharks de San José
- 2001-2002 :
  - George Percy Award, trophée de la meilleure recrue de l'équipe d'Harvard
  - champion de l'ECAC avec Harvard
- 2003-2004 :
  - Membre de l'équipe type du tournoi final de l'ECAC
  - champion de l'ECAC avec Harvard
- 2004-2005 : 
  - Nommé dans la deuxième équipe d'étoiles de l'ECAC
  - Attaquant ayant démontré les meilleures aptitudes défensives de l'ECAC
- 2006-2007 : Sharks Unsung Hero Award au sein des Sharks de Worcester
- 2007-2008 : meilleur joueur des Sharks de Worcester